# Arquipélago da Sociedade
As ilhas da Sociedade formam o arquipélago cuja ilha principal é o Taiti, na Polinésia Francesa. Esta designação foi atribuída pelo explorador britânico James Cook, que visitou o Taiti quatro vezes, de 1769 a 1777.
Em 1767, o Capitão Samuel Wallis, vindo no navio de guerra britânico Dolphin, desembarcou no Taiti, a maior ilha da Polinésia Francesa. No ano seguinte o navegador francês Capitão Louis Antoine de Bougainville fez o mesmo. Impressionado com a beleza da ilha e surpreso com a amabilidade do povo, Bougainville chamou o Taiti de "Nouvelle Cythère" (Nova Cítara), por causa da ilha grega de Citera, perto da qual se diz que Afrodite (deusa grega do amor e da beleza) surgiu do mar. Após Boungaiville, o explorador seguinte a visitar o Taiti foi James Cook, que lhe deu o nome de Ilhas da Sociedade.

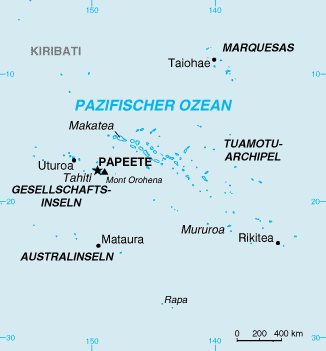
Mapa das Ilhas da Sociedade

As ilhas estão divididas geograficamente e administrativamente em dois grupos. De este a oeste são:
- Ilhas de Barlavento (Îles du-Vent):
  - Mehetia
  - Taiti, onde está Pape’ete, a capital.
  - Moorea
  - Maiao
  - Tetiaroa
- Ilhas de Sotavento (Îles Sous-le-Vent):
  - Huahine, uma comuna;
  - Raiatea, dividida em três comunas (Taputapuatea), (Tumaraa) e Uturoa como a capital;
  - Tahaa, uma comuna.
  - Bora Bora, uma comuna;
  - Maupiti, uma comuna;
  - Tupai, atol dependente de Bora-Bora.
  - Maupihaa, atol dependente de Maupiti;
  - Motu One, atol dependente da administração territorial;
  - Manuae, atol dependente da administração territorial;

Tahaa e Raiatea, Ilhas da Sociedade

## Galeria

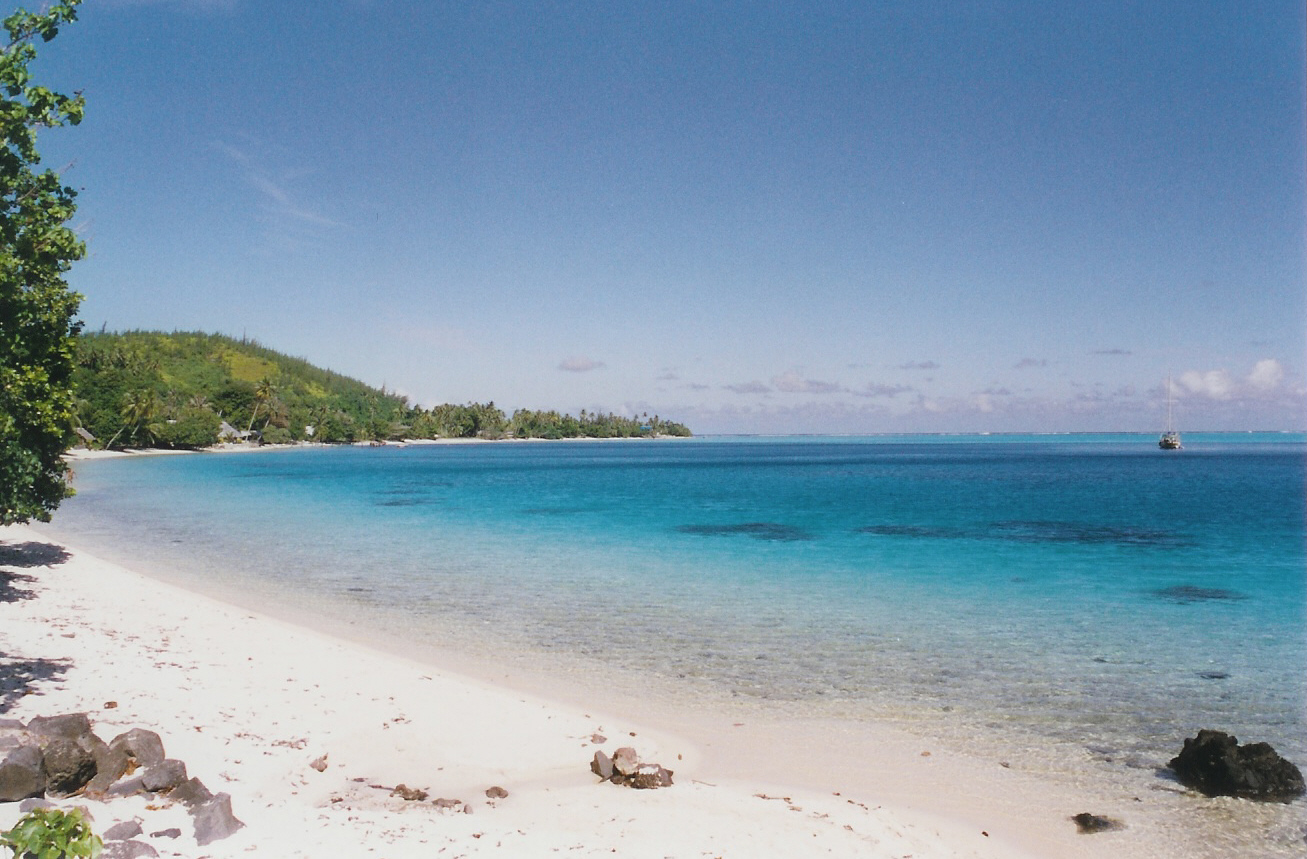
Praia de Avea Huahine Iti, na comuna de Huahine.
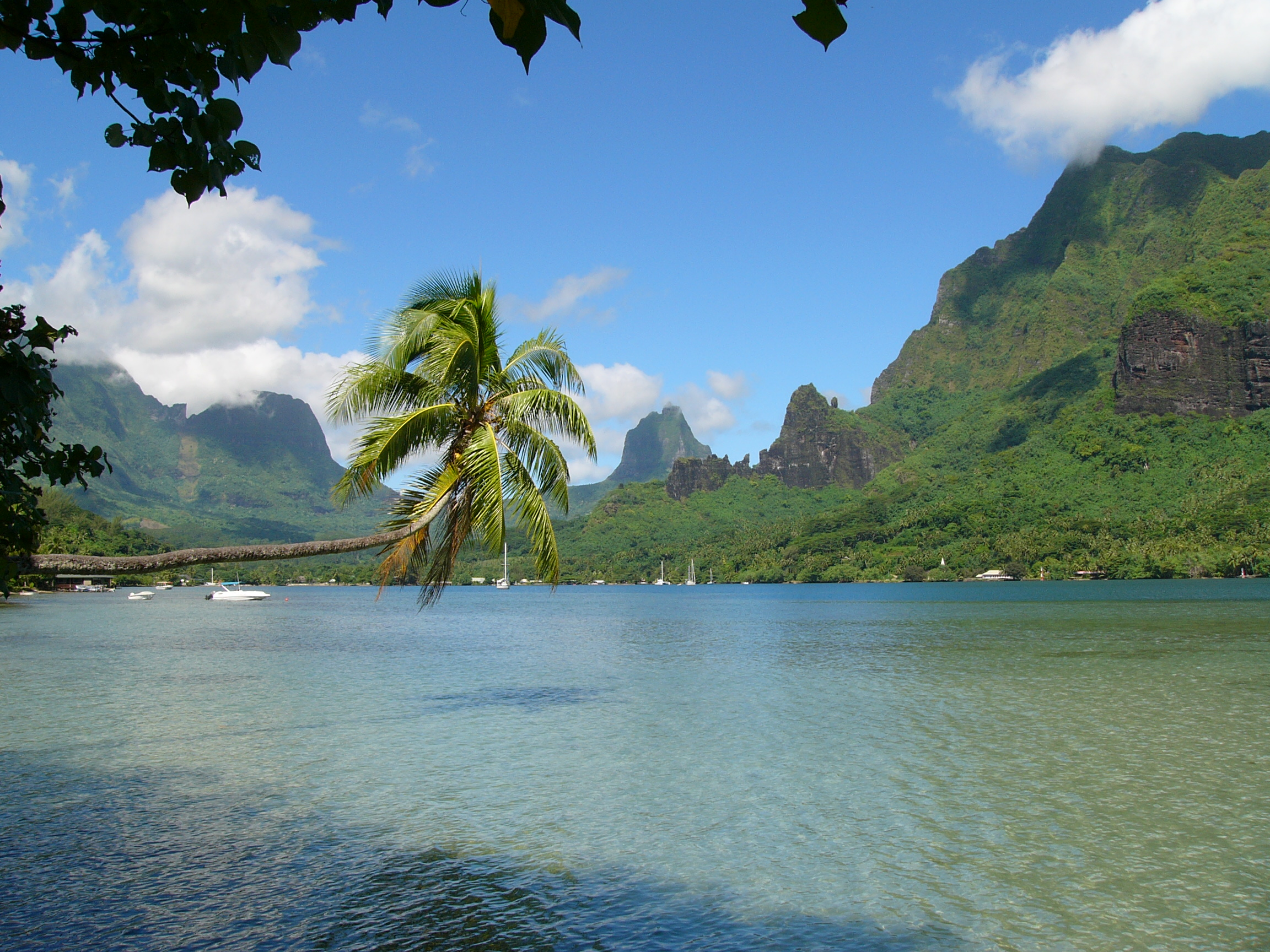
Ilha de Moorea.
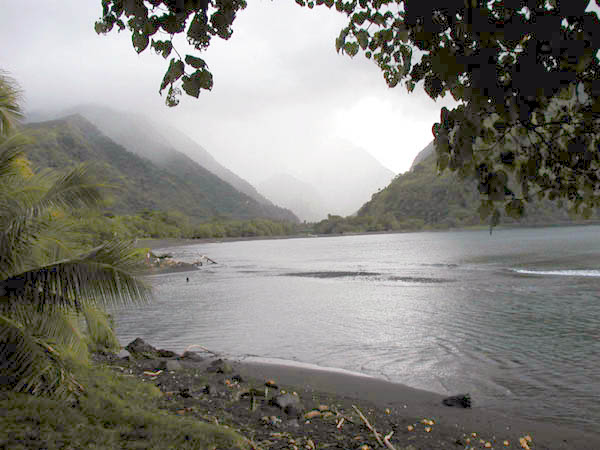
Tautira, Taiti.
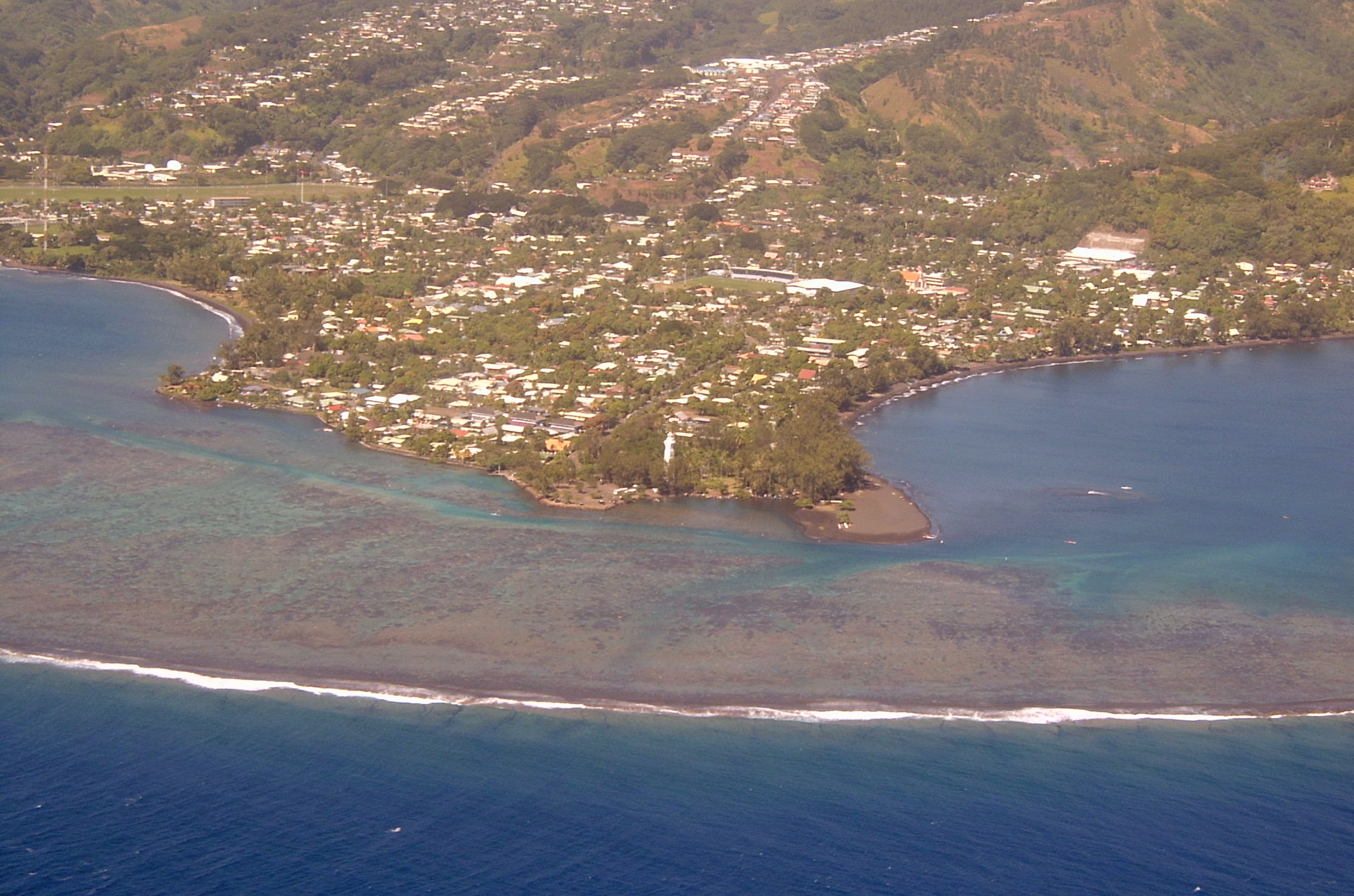
Papeete, capital do Taiti.

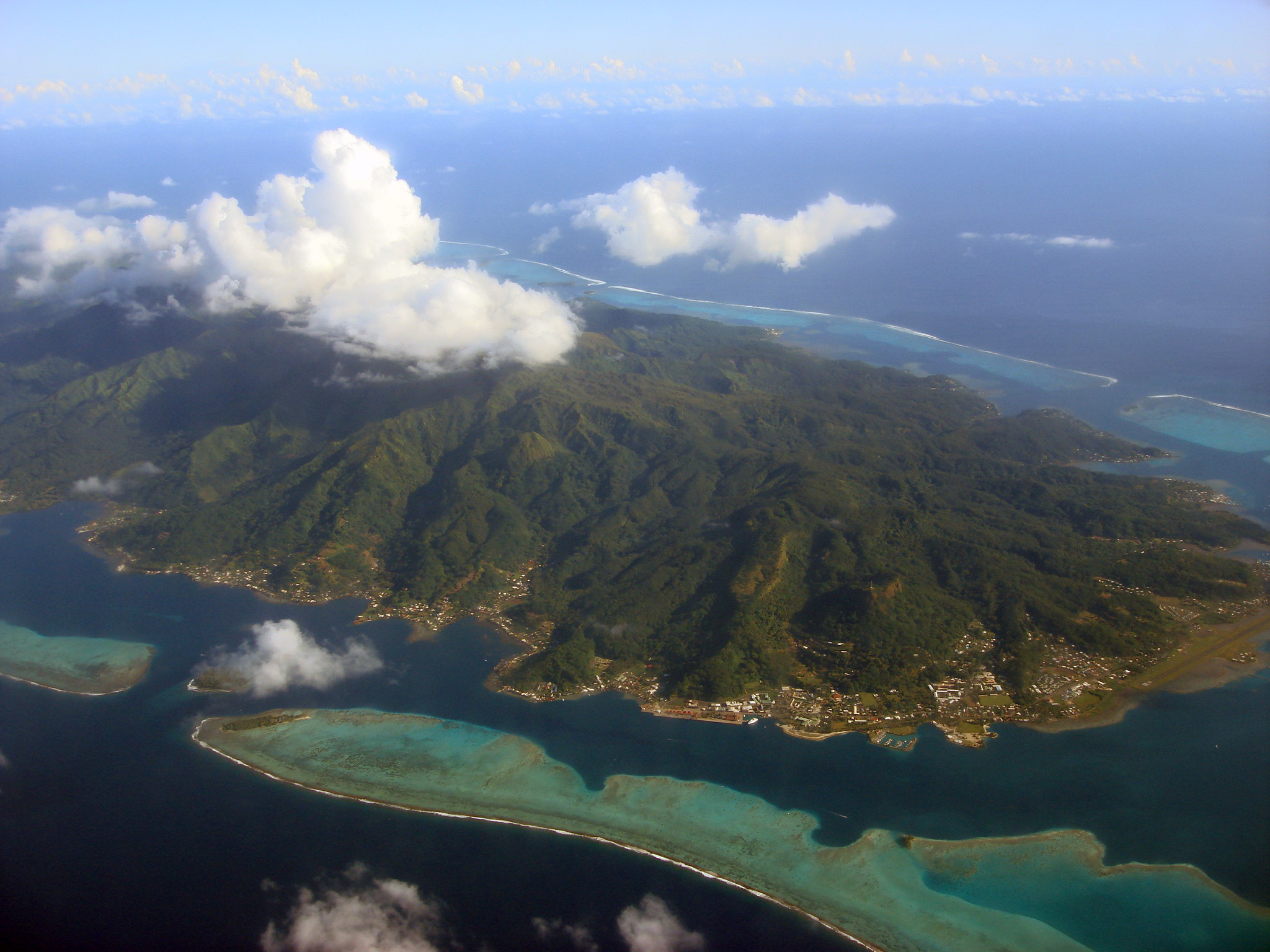
Uma das ilhas do Arquipélago da Sociedade.
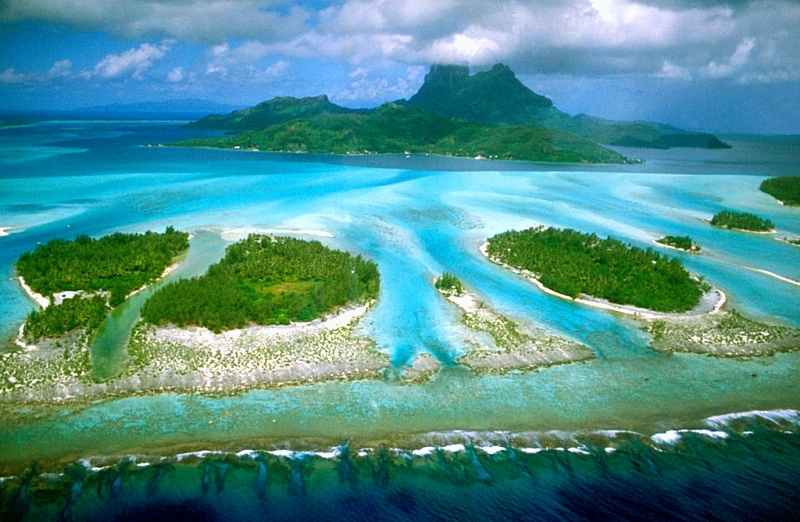
Vista aérea de Bora Bora, Taiti.
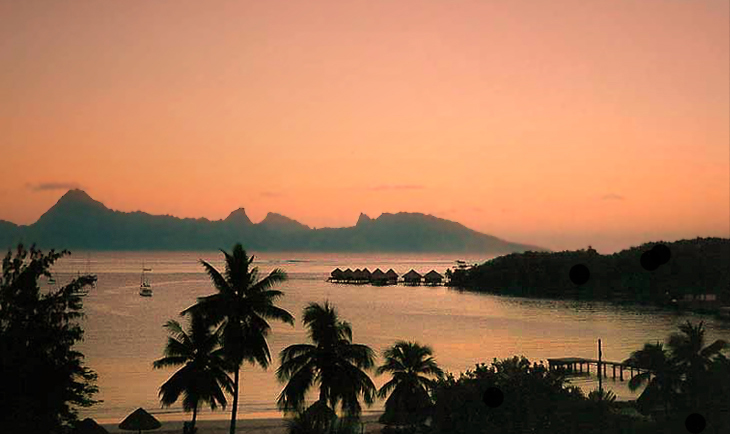
Amanhecer na ilha de Moorea.
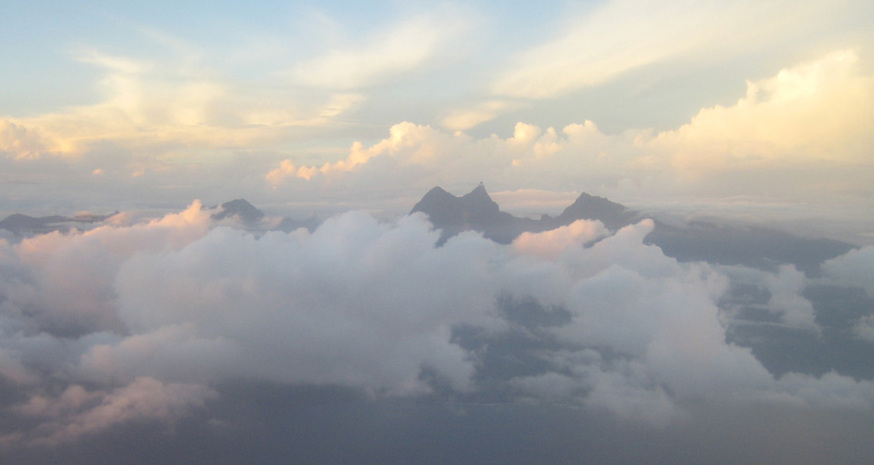
Monte Orohena, o ponto mais alto da Polinésia Francesa, situado no Taiti.